# Fransisca Valentina
Fransisca Valentina (23 de marzo de 1987) es una deportista indonesia que compitió en taekwondo. Ganó una medalla de bronce en los Juegos Asiáticos de 2010, y una medalla de plata en el Campeonato Asiático de Taekwondo de 2008.

## Palmarés internacional
| Juegos Asiáticos    | Juegos Asiáticos | Juegos Asiáticos  | Juegos Asiáticos |
| Año                 | Lugar            | Medalla           | Categoría        |
| ------------------- | ---------------- | ----------------- | ---------------- |
| 2010                | Cantón (China)   | Medalla de bronce | –46 kg           |
| Campeonato Asiático |                  |                   |                  |
| Año                 | Lugar            | Medalla           | Categoría        |
| 2008                | Luoyang (China)  | Medalla de plata  | –47 kg           |